# ゴニオメーター
ゴニオメーター（英: Goniometer）とは、もともとは結晶の面角を測定する接触測角器や光学的反射測角器のことであるが、転じてX線回折装置の本体の部分をいう。
回転軸部分にゴニオメーターヘッドにより試料結晶を取り付け、入射線に対して結晶の方位を調節することができる。また自動回折計では計数管部分もゴニオメーターの回転軸を中心に駆動するので計数管部分も含めていう。

## ゴニオメーターヘッド
ゴニオメーターの回転部の中心に置かれ、試料単結晶の中心を出したり、結晶軸をゴニオメーターの回転軸に合わせたりするための装置。また試料の保持台としての機能もある。互いに直行する2つの回転軸で結晶を±20°程度まで傾けられるアークと、結晶を入射線束の中心へ移動させる互いに直行した前後、左右、上下方向に微動できる並進機能を備えている。これにより試料の方位を10'以内、並進によるズレを0.1 mm以内に一致させることができる。普通は色々な回折装置に取り付けられるように着脱が可能である。四軸型自動回折計用としては、アークのない並進機能だけのものや、並進機能が普通の型とは逆にアークの上側にあるユーセントリックヘッドが使われる。